# 八木保太郎
八木 保太郎（やぎ やすたろう、1903年2月3日 - 1987年9月8日）は、日本の脚本家である。俳優を志すも助監督となり、サイレント映画時代に脚本家としてデビュー、トーキー時代に名を成し、30代で東京発声および満映の製作部長を歴任、戦後は映画界初の産別組織「日本映画演劇労働組合」委員長、日本シナリオ作家協会会長を歴任、インディペンデント製作会社「八木プロダクション」を主催した。戦前の一時期、毛利 三郎（もうり さぶろう）、毛利 三四郎（-さんしろう）名義でも執筆した。

## 来歴・人物
1903年（明治36年）2月3日、群馬県群馬郡京ヶ島村大字萩原（現在の高崎市萩原町）に生まれる。
1917年（大正6年）、京ヶ島村立京ヶ島尋常高等小学校（現在の高崎市立京ヶ島小学校）を卒業、家業の農家を継ぐが、18歳のころに家出して上京、帝国劇場の建築現場などで働く。20歳になる1923年（大正12年）7月、徴兵検査を受け、丙種合格となる。同年9月1日に起きた関東大震災のときには、必死に馬小屋から馬を引き出したという。その後の秋に上京、江口薇陽、森岩雄、田中栄三による「日本映画俳優学校」に入学、第1期生となる。同期に小杉勇ら、後輩に佐分利信らがいた。1925年（大正14年）、田中の紹介で、神戸の山本嘉次郎と岡田嘉子の独立プロダクションに参加するがすぐに解散、翌1926年（大正15年）、再度田中の紹介で映画監督の溝口健二と出会い、紹介されて日活大将軍撮影所助監督部に入社、伊奈精一に師事、同僚に小国英雄、滝村和男、伏水修がおり、この年、内田吐夢と出会う。
1930年（昭和5年）、田坂具隆監督の『この母を見よ』で脚本家としてデビュー、同作は同年5月9日に公開された。同年8月18日、小関ミヤと結婚、新居を構えるや佐分利信らが居候として転がり込んだ。翌1931年（昭和6年）、長女誕生。1932年（昭和7年）、日活に争議が起こり、八木は馘首となり、村田実、田坂具隆、内田吐夢、小杉勇、島耕二らも同社を退社した。1934年（昭和9年）、新興キネマで内田吐夢が監督した『河の上の太陽』を「西鉄平」の名を借りて執筆、支払われた原稿料を内田が直接妻のミヤに渡した。
同年、八木は東京のP.C.L.映画製作所に就職活動するも失敗、同年に多摩川撮影所（現在の角川大映スタジオ）に移った日活の現代部を訪れ、三枝源次郎の紹介で脚本部に入った。翌1935年（昭和10年）、同撮影所の所長に根岸寛一、企画部長に牧野満男が就任、田坂、内田も同社に復帰する。八木はパラチフスに罹患、完治後、飲めなかった酒が飲めるようになった。
1936年（昭和11年）、内田が監督し、小杉が主演した『人生劇場』がキネマ旬報ベストテン2位を獲得、同作が八木の出世作といわれる。翌1937年（昭和12年）、内田監督の『裸の町』で同ベストテン5位、おなじく内田の『限りなき前進』で1位を獲得する。同年、日活を退社、重宗務が社長に就任した「東京発声」に招かれ、製作部長に就任する。1940年（昭和15年）に書いた豊田四郎監督の『小島の春』がキネ旬ベストテン1位を獲得、帝国劇場での受賞スピーチで、かつて同劇場の建設現場で働いたエピソードを披露した。
1942年（昭和17年）1月、戦時統合で大映が設立され、同年、牧野満男に代わって、根岸寛一が理事を務める満洲映画協会の製作部長に就任した。1945年（昭和20年）3月、製作部長を辞任して帰国、8月15日、終戦を迎える。1946年（昭和21年）に結成された日本映画演劇労働組合（日映演）の執行委員長に就任するが、翌1947年（昭和22年）3月、第二組合派が新東宝を設立、同年4月、八木は委員長の座を東宝支部委員長の伊藤武郎に譲った。1948年（昭和23年）から、東横映画を中心に脚本を多く執筆した。
1952年（昭和27年）、「八木プロダクション」を設立、設立第1作として無着成恭の編んだ中学生たちの学級文集を原作に八木が脚本を執筆した『山びこ学校』（監督今井正）を製作した。第2作は、1954年（昭和29年）、山本薩夫監督の『日の果て』であるが、その間も、東映東京撮影所作品などに脚本を執筆し続けた。1957年（昭和32年）に書いた今井正監督の『米』は、第1回溝口健二賞、キネ旬ベストテン第1位を受賞した。
1970年（昭和45年）、「日本シナリオ作家協会」会長に就任する。1971年（昭和46年）、脳血栓で倒れるが再起、1976年（昭和51年）、73歳を迎えて執筆した桜田淳子の主演映画『遺書 白い少女』が4月24日に公開された。その後も創作意欲は旺盛であり、金大中事件に取材した『朝鮮海峡』（1977年）、『東京大空襲』（1978年）、『親鸞』（遺作、1979年）を執筆したが、未映画化のままとなった。
1987年（昭和62年）9月8日、黒色腫のため入院先の東大病院で死去した。84歳没。同月11日には「シナリオ作家協会葬」が行われた。墓所は群馬県桐生市梅田町4丁目、長泉寺である。

## 評価
日本の映画史とともに歩んだ大物脚本家で比肩する存在のない人物だが、同時に屈折した人と見る者もあり、八木による同時代の人物評もユニークだが辛口のものが多い。このためか日映演の執行委員長に就任した際には「奴は満州時代には甘粕に可愛がられたと散々吹いてやがったくせに」と陰口を叩かれることになり、岩崎昶もその無節操ぶりに対しては醒めた視線を送っている。死ぬ寸前に入院した病院でも我侭をとおして周りから非難の目でみられることも多かったとされる。

## おもなフィルモグラフィ
- この母を見よ　1930年　監督田坂具隆、撮影伊佐山三郎、主演滝花久子、入江たか子　※デビュー作
- 人生劇場　1936年　監督内田吐夢、原作尾崎士郎、撮影横田達之、主演小杉勇、山本礼三郎
- 裸の町　1937年　監督内田吐夢、原作真船豊、撮影横田達之、音楽紙恭輔、主演島耕二
- 限りなき前進　1937年　監督内田吐夢、原作小津安二郎、撮影碧川道夫、主演小杉勇、滝花久子
- 燃ゆる大空　1939年　監督阿部豊、原作北村小松、撮影宮島義勇、主演大日方傳、月田一郎、灰田勝彦
- こんな女に誰がした　1949年　監督山本薩夫、原作八木隆一郎、共同脚本棚田吾郎・舟橋和郎、撮影木塚誠一、主演伊豆肇、岸旗江
- 風にそよぐ葦（1951年、監督春原政久）
- 山びこ学校　1952年　監督今井正、撮影伊藤武夫、主演木村功、滝沢修
- 人生劇場 第一部 青春愛欲篇　1952年　製作大川博、企画マキノ光雄・星野和平・岩井金男・坪井与、監督・主演佐分利信、助監督小林恒夫、共同脚本棚田吾郎、原作尾崎士郎、撮影藤井静、音楽早坂文雄、共演片岡千恵蔵、月形龍之介、高杉早苗
- 人生劇場 第二部 残侠風雲篇　1953年　製作大川博、企画マキノ光雄・星野和平・岩井金男・坪井与、監督・主演佐分利信、助監督小林恒夫、共同脚本棚田吾郎、原作尾崎士郎、撮影藤井静、音楽早坂文雄、共演片岡千恵蔵、月形龍之介、高杉早苗、細川俊夫
- ひろしま　1953年　監督関川秀雄、音楽伊福部昭、主演月丘夢路、山田五十鈴
- りゃんこの弥太郎　1955年　製作・監督マキノ雅弘、製作松本常保、原作子母沢寛、撮影岩佐一泉、音楽鈴木静一、主演小泉博、水原真知子
- 米　1957年　企画マキノ光雄・本田延三郎・吉野誠一、監督今井正、撮影中尾駿一郎、音楽芥川也寸志、主演江原真二郎、中原ひとみ
- 人間の壁　1959年　監督山本薩夫、原作石川達三、撮影前田実、主演香川京子、宇野重吉
- 第五福竜丸　1959年　監督・脚本新藤兼人、撮影植松永吉・武井大、主演宇野重吉、乙羽信子
- 越後つついし親不知　1964年　製作大川博、監督今井正、原作水上勉、撮影中尾駿一郎、音楽池野成、主演佐久間良子、三国連太郎
- 愛と死をみつめて　1964年　企画児井英生、監督斎藤武市、原作河野実・大島みち子、音楽小杉太一郎、主演浜田光夫、吉永小百合
- 橋のない川　1969年　製作・監督今井正、製作内山義重、原作住井すゑ、撮影中尾駿一郎、音楽間宮芳生、主演北林谷栄、長山藍子
- 遺書 白い少女　1976年　製作樋口清、監督中村登、原作落合恵子、撮影竹村博、音楽森田公一、主演桜田淳子、田中健

## ビブリオグラフィ
- シナリオ文庫 第15集『ひろしま - シナリオ』、映画タイムス社、1953年
- 日本シナリオ文学全集 第11集『八木保太郎・山形雄策集』、理論社、1956年
- 『八木保太郎 人とシナリオ』、日本シナリオ作家協会、1989年　※詳細な年譜がある

## 関連事項
- 日活 （根岸寛一、マキノ光雄）
- 東京発声 （重宗務）
- 満洲映画協会 （甘粕正彦）
- 日本映画演劇労働組合 - 東宝争議
- 東横映画 - 東映東京撮影所
- 八木プロダクション

## 註
1. 1 2 3 4 5 6 7 8 9 10  『八木保太郎 人とシナリオ』、p.412-422の「年譜」の記述を参照。年譜作成は久保田圭二。